# Вириця
Вириця (рос. Вырица) — міське селище у Гатчинському районі Ленінградської області Російської Федерації.
Населення становить 11 883 осіб. Належить до муніципального утворення Вирицьке міське поселення.

## Географія
Населений пункт розташований на південній околиці міста Санкт-Петербурга.

## Історія
Згідно із законом від 16 грудня 2004 року № 113—оз належить до муніципального утворення Вирицьке міське поселення.

## Населення
| 1838    | 1862    | 1920    | 1923    | 1926    | 1935    | 1939    |
| ------- | ------- | ------- | ------- | ------- | ------- | ------- |
| 83      | ↗451    | ↗2115   | ↗3014   | ↘2920   | ↗5430   | ↗11 497 |
| 1945    | 1949    | 1959    | 1970    | 1979    | 1989    | 1997    |
| ↘5074   | ↗10 422 | ↗13 669 | ↗14 554 | ↘13 637 | ↘12 656 | ↘11 600 |
| 2002    | 2006    | 2009    | 2010    | 2012    | 2013    | 2014    |
| ↘11 163 | ↘10 500 | ↗10 523 | ↗11 884 | ↗12 096 | ↗12 240 | ↗12 384 |
| 2015    | 2016    | 2017    | 2018    | 2019    | 2020    |         |
| ↗12 493 | ↗12 535 | ↘12 430 | ↘12 341 | ↘12 187 | ↘11 883 |         |